# Kosowo (powiat gnieźnieński)
Kosowo – wieś w Polsce położona w województwie wielkopolskim, w powiecie gnieźnieńskim, w gminie Czerniejewo.
W latach 1975–1998 miejscowość należała administracyjnie do województwa poznańskiego.
Zobacz też: Kosowo, Kosów